# Fredrik Ludvig Ridderstolpe
Fredrik Ludvig Ridderstolpe, född i Stockholm 19 maj 1783, död i samma stad 18 januari 1852, var en svensk friherre och sedermera greve, överste och landshövding i Västmanlands län.

## Biografi
Fredrik Ludvig Ridderstolpe var son till greve Fredrik Vilhelm Ridderstolpe och grevinnan Eleonora Lovisa Antoinetta Dohna. 
Han inledde sin militära karriär vid artilleriet i Stockholm och blev som femåring utnämnd till underlöjtnant, efter att tidigare varit kadett. Han blev 1801 kadett vid Svea livgarde och deltog vid slagen vid Pommern 1805 och 1806 under det Svensk-franska kriget 1805–1810. Vidare krigade han i Finska kriget 1808–1809 och belönades för sina insatser med medaljen För tapperhet i fält i guld.  Han stred på fransk och neapolitansk sida under 1810.  År 1812 blev han Riddare av Svärdsorden och 1814 erhöll han Bägge Siciliernas Orden. Han deltog också i Napoleonkrigen och stred i Tyskland 1813–1814. Han blev chef för Västmanlands regemente och Dalregementet 1820.
Fredrik Ludvig Ridderstolpe blev landshövding i Västmanlands län 1822, en tjänst han behöll till 1849. Han var ståthållare på Västerås slott 1824–1839 och innehade som fideikommiss Tidö och Fiholms slott.
Ridderstolpe var gift med Carolina Johanna Lovisa Kolbe och hade barnen Virginia Ridderstolpe, Carl Gustaf Ridderstolpe och Gustaf Leonard Ridderstolpe.